# VM i skak 2013
VM i skak 2013, som organiseres af verdensskakforbundet FIDE, var en match mellem den regerende verdensmester, inderen Viswanathan Anand, og udfordreren, nordmanden Magnus Carlsen. Matchen var berammet til maksimalt tretten partier i perioden 6. – 26. november 2013 i Chennai, Indien.
Carlsen vandt matchen efter ti partier med cifrene 6½–3½ efter sejre i femte, sjette og niende parti, mens de øvrige partier endte remis. Carlsen blev dermed den første nordiske verdensmester i skak i historien og den tredjeyngste nogensinde.

## Kvalifikation

### Verdensmesteren
Viswanathan Anand var titelforsvarer, idet han havde været indehaver af verdensmesterskabstitlen siden 2007. Den seneste sejr opnåede han i 2012 med sejr over Boris Gelfand fra Israel.

### Udfordreren
For første gang i over 50 år blev udfordreren fundet ved en alle-mod-alle-turnering. Den fandt sted i London, England, i perioden 15. marts - 1. april 2013. I turneringen deltog otte spillere, der var fundet således:
- De tre øverst placerede fra World Cup-turneringen 2012: Peter Svidler (RUS), Aleksandr Grisjtjuk (RUS) og Vassilij Ivantjuk (UKR)
- Taberen af VM i skak 2012: Boris Gelfand (ISR)
- De tre øverst placerede på verdensranglisten (gennemsnit fra juli 2011 til januar 2012): Magnus Carlsen (NOR), Levon Aronian (ARM) og Vladimir Kramnik (RUS)
- Wild card fra organisationskomiteen: Teimour Radjabov (AZE)

| Plads | Deltager                      | Rating marts 2013 | 1   | 2   | 3   | 4   | 5   | 6   | 7   | 8   | Point | Ved lige antal point | Ved lige antal point |
| Plads | Deltager                      | Rating marts 2013 | 1   | 2   | 3   | 4   | 5   | 6   | 7   | 8   | Point | Indbyrdes            | Antal gevinster      |
| ----- | ----------------------------- | ----------------- | --- | --- | --- | --- | --- | --- | --- | --- | ----- | -------------------- | -------------------- |
| 1     | Magnus Carlsen Norge          | 2872              | * * | ½ ½ | 1 0 | ½ ½ | 1 1 | 1 ½ | ½ 0 | ½ 1 | 8,5   | 1                    | 5                    |
| 2     | Vladimir Kramnik Rusland      | 2810              | ½ ½ | * * | ½ 1 | ½ 1 | ½ ½ | ½ 1 | ½ 0 | ½ 1 | 8,5   | 1                    | 4                    |
| 3     | Peter Svidler Rusland         | 2747              | 0 1 | ½ 0 | * * | ½ 1 | ½ ½ | ½ ½ | ½ 1 | 1 ½ | 8     | 1,5                  |                      |
| 4     | Levon Aronian Armenien        | 2809              | ½ ½ | ½ 0 | ½ 0 | * * | 1 0 | ½ ½ | 1 1 | 1 1 | 8     | 0,5                  |                      |
| 5     | Boris Gelfand Israel          | 2740              | 0 0 | ½ ½ | ½ ½ | 0 1 | * * | ½ ½ | ½ ½ | ½ 1 | 6,5   | 1                    | 2                    |
| 6     | Aleksandr Grisjtjuk Rusland   | 2764              | 0 ½ | ½ 0 | ½ ½ | ½ ½ | ½ ½ | * * | ½ 1 | ½ ½ | 6,5   | 1                    | 1                    |
| 7     | Vassilij Ivantjuk Ukraine     | 2757              | ½ 1 | ½ 1 | ½ 0 | 0 0 | ½ ½ | ½ 0 | * * | 0 1 | 6     |                      |                      |
| 8     | Teimour Radjabov Aserbajdsjan | 2793              | ½ 0 | ½ 0 | 0 ½ | 0 0 | ½ 0 | ½ ½ | 1 0 | * * | 4     |                      |                      |

Skønt han tabte to af de sidste tre kampe, blev Carlsen alligevel vinder af turneringen med mindst mulige margen, idet Kramnik opnåede lige så mange point som ham, og deres indbyrdes resultat var også lige; sejren gik til Carlsen, idet han samlet set havde flere sejre end Kramnik.